# Бекетово (Череповецкий район)
Бекетово — деревня в Череповецком районе Вологодской области.
Входит в состав Ягановского сельского поселения, с точки зрения административно-территориального деления — в Ягановский сельсовет.
Расстояние по автодороге до районного центра Череповца — 30 км, до центра муниципального образования Яганово — 9 км. Ближайшие населённые пункты — Федорково, Мухино, Соболево, Митенское.
По переписи 2002 года население — 23 человека (13 мужчин, 10 женщин). Всё население — русские.